# King & Queen of the Ring
King & Queen of the Ring è stata l'undicesima edizione dell'omonimo premium live event prodotto dalla WWE. L'evento si è svolto il 25 maggio 2024 al Super Dome di Gedda, in Arabia Saudita, ed è stato trasmesso su Peacock negli Stati Uniti e sul WWE Network nel resto del mondo.
L'evento è stato annunciato il 7 aprile 2024, durante la seconda notte di WrestleMania XL, segnando la dodicesima edizione dl King of the Ring e la seconda edizione del Queen of the Ring. Sarà il primo evento a tema King of the Ring dal 2015 ed il primo premium live event ad andare in onda dal 2002. Sarà inoltre la prima edizione a svolgersi al di fuori degli Stati Uniti. La puntata di SmackDown precedente al PLE sarà svolta venerdì sera nella stessa arena dello show.

## Storyline
Il 22 aprile a Raw, Gunther ha annunciato la sua partecipazione al torneo del King of the Ring. Più tardi nella serata anche Xavier Woods, vincitore dell'ultima edizione, e Drew McIntyre annunciarono a loro volta la loro partecipazione. Nella puntata di SmackDown del 3 maggio, furono annunciati come partecipanti anche: Carmelo Hayes, LA Knight e Santos Escobar. Nella puntata di Raw del 6 maggio iniziarono i primi turni del torneo che videro passare al turno successivo Gunther, Il'ja Dragunov e Jey Uso (che sostituisce l'infortunato Drew McIntyre) sconfiggere rispettivamente Sheamus, Ricochet e Finn Bálor. Nella puntata successiva di SmackDown del 10 maggio, si svolsero altri tre match con Randy Orton, Carmelo Hayes e Tama Tonga come vincitori nei confronti di AJ Styles, Baron Corbin e Angelo Dawkins (sostituto di Bobby Lashley fuori per infortunio). Gli ultimi due incontri rimanenti del primo turno si svolsero durante i WWE Live, non riprese dalle telecamere, dove LA Knight e Kofi Kingston (sostituto di Xavier Woods) sconfissero Santos Escobar e Rey Mysterio. Il 13 maggio a Raw, si svolsero i quarti fi finale con Gunther e Jey Uso avere la meglio su Kofi Kingston ed Il'ja Dragunov. Quattro giorni più tardi a SmackDown si svolsero i due match restanti con Randy Orton e Tama Tonga che passarono il turno a scapito di Carmelo Hayes e LA Knight. Nella puntata del 20 maggio si svolse la prima delle due semifinali che vide Gunther sconfiggere Jey Uso. Nella puntata successiva di SmackDown, Randy Orton è riuscito a battere Tama Tonga raggiungendo in finale il Ring General. Il 23 maggio, Triple H ha annunciato che il vincitore del torneo avrà diritto ad un'opportunità titolata al successivo SummerSlam.
Nella puntata del 6 maggio, è iniziato anche il torneo del Queen of the Ring con i primi tre match che videro la vittoria di Iyo Sky, Lyra Valkyria e Zoey Stark contro Natalya, Dakota Kai (sostituta dell'infortunata Asuka) e Ivy Nile. Nella puntata seguente di SmackDown, uscirono come vincitrici dai loro match Nia Jax, Jade Cargill e Bianca Belair che sconfissero Naomi, Piper Niven e Candice LeRae. I restanti due match furono svolti durante di WWE Live con Tiffany Stratton e Shayna Baszler che passarono il turno, contro Michin e Maxxine Dupri (sostituta di Zelina Vega). Il 13 maggio si svolsero a Raw i primi due quarti di finale con Iyo Sky e Lyra Valkyria battere Shayna Baszler e Zoey Stark. A SmackDown passarono Bianca Belair che sconfisse Tiffany Stratton e Nia Jax per squalifica, dopo che Jade Cargill la colpì con una sedia. Nella prima semifinale Lyra Valkyria riuscì a sconfiggere Iyo Sky e staccare il pass per la finale. Nella seconda semifinale, Nia Jax è riuscita a sconfiggere Bianca Belair aggiudicandosi il posto in finale. Il 23 maggio, Triple H ha annunciato che la vincitrice del torneo avrà diritto ad un'opportunità titolata al successivo SummerSlam.
Il 22 aprile a Raw, Becky Lynch vinse la battle royal di quattordici lottatrici per la riassegnazione del Women's World Championship, eliminando per ultima Liv Morgan. Durante la sua celebrazione come nuova campionessa la settimana seguente, venne interrotta da Liv Morgan, reclamando un'opportunità titolata in quanto già in faida con Rhea Ripley e da Nia Jax, nonostante questa sia stata la sua ultima sera a Raw in quanto già draftata a SmackDown. La sera stessa si tenne un match tra le due, nel quale Morgan ne uscì come vincitrice. La settimana successiva, venne ufficializzato il match tra le due valido con in palio il titolo.
Dopo la vittoria a WrestleMania XL del WWE Intercontinental Championship, Sami Zayn diede una possibilità per un match titolato a Chad Gable, il quale lo aveva aiutato nelle settimane precedenti ad allenare Zayn per il suo match titolato, nella puntata di Raw del 15 aprile. Prima del match, Bronson Reed avvisò i due partecipanti che chiunque avesse vinto sarebbe poi diventato il suo prossimo rivale. L'incontro venne vinto da Zayn che mantenne la cintura, ma al termine venne attaccato da Gable che effettuò così un turn heel. La settimana successiva, Gable spiegò il perché delle sue azioni dicendo che non gli era andato giù il fatto che Zayn lo avesse rincuorato all'angolo del ring con a fianco la cintura e andando poi a festeggiare con la sua famiglia, cosa non riuscita a lui. Nella puntata del 29 aprile, ci fu un match titolato tra Zayn e Reed che terminò però con l'interferenza di Gable. Sette giorni più tardi, Zayn interferì nel match tra Reed e Gable causando un'altra squalifica. Più tardi venne ufficializzato un triple threat match per il titolo.
Nella puntata successiva a Backlash France, il general manager Nick Aldis annunciò che il prossimo sfidante al titolo di Cody Rhodes sarebbe stato il WWE United States Championship Logan Paul, in un Champion vs. Champion match con il palio il solo titolo detenuto da Rhodes. La settimana seguente, si tenne la firma del contratto per ufficializzare il match che, però, prevedeva entrambi i titoli in palio. Accortosi di ciò poco prima di firmare, Paul strappò il contratto tirandone fuori uno nuovo dove era in palio solo il titolo massimo, che Rhodes firmò ufficializzando il loro incontro.
Il giorno precedente all'evento, Bianca Belair perse il suo match del Queen of the Ring contro Nia Jax anche a causa di problemi al ginocchio. Rientrata nel backstage, venne poi presa in giro da Indi Hartwell e Candice LeRae, quest'ultima sconfitta due settimane. A questo punto, Jade Cargill chiese a Nick Aldis un match valido per i WWE Women's Tag Team Championship, posto poi nel Kickoff dell'evento.

## Risultati
| #       | Match                                                                          | Stipulazione                                                         | Durata |
| ------- | ------------------------------------------------------------------------------ | -------------------------------------------------------------------- | ------ |
| Kickoff | Bianca Belair e Jade Cargill (c) hanno sconfitto Candice LeRae e Indi Hartwell | Tag team match per il WWE Women's Tag Team Championship              | 8:05   |
| 1       | Liv Morgan ha sconfitto Becky Lynch (c)                                        | Single match per il Women's World Championship                       | 16:25  |
| 2       | Sami Zayn (c) ha sconfitto Bronson Reed e Chad Gable                           | Triple threat match per il WWE Intercontinental Championship         | 13:40  |
| 3       | Nia Jax ha sconfitto Lyra Valkyria                                             | Finale del Queen of the Ring                                         | 9:40   |
| 4       | Gunther ha sconfitto Randy Orton                                               | Finale del King of the Ring                                          | 21:50  |
| 5       | Cody Rhodes (c) ha sconfitto Logan Paul                                        | Single match per il WWE Championship e il WWE Universal Championship | 24:20  |

### Struttura del King of the Ring
|  | Ottavi di finale 6 maggio-12 maggio | Ottavi di finale 6 maggio-12 maggio | Ottavi di finale 6 maggio-12 maggio |               |                | Quarti di finale 13 maggio-17 maggio | Quarti di finale 13 maggio-17 maggio | Quarti di finale 13 maggio-17 maggio |  |  | Semifinali 20 maggio-24 maggio | Semifinali 20 maggio-24 maggio | Semifinali 20 maggio-24 maggio |  |  | Finale 25 maggio | Finale 25 maggio | Finale 25 maggio |  |
|  |                                     |                                     |                                     |               |                |                                      |                                      |                                      |  |  |                                |                                |                                |  |  |                  |                  |                  |  |
|  | Gunther                             | Gunther                             | Sottomissione                       |               |                |                                      |                                      |                                      |  |  |                                |                                |                                |  |  |                  |                  |                  |  |
|  | Gunther                             | Gunther                             | Sottomissione                       |               |                |                                      |                                      |                                      |  |  |                                |                                |                                |  |  |                  |                  |                  |  |
|  | Sheamus                             | Sheamus                             | 21:05                               |               |                |                                      |                                      |                                      |  |  |                                |                                |                                |  |  |                  |                  |                  |  |
|  | Sheamus                             | Sheamus                             | 21:05                               |               | Gunther        | Gunther                              | Sottomissione                        |                                      |  |  |                                |                                |                                |  |  |                  |                  |                  |  |
|  |                                     |                                     |                                     |               | Gunther        | Gunther                              | Sottomissione                        |                                      |  |  |                                |                                |                                |  |  |                  |                  |                  |  |
|  |                                     |                                     | Kofi Kingston                       | Kofi Kingston | 13:50          |                                      |                                      |                                      |  |  |                                |                                |                                |  |  |                  |                  |                  |  |
|  | Rey Mysterio                        | Rey Mysterio                        | Kofi Kingston                       | Kofi Kingston | 13:50          | 12:25                                |                                      |                                      |  |  |                                |                                |                                |  |  |                  |                  |                  |  |
|  | Rey Mysterio                        | Rey Mysterio                        |                                     |               |                |                                      |                                      |                                      |  |  |                                |                                |                                |  |  |                  |                  |                  |  |
|  | Kofi Kingston                       | Kofi Kingston                       | Schienamento                        |               |                |                                      |                                      |                                      |  |  |                                |                                |                                |  |  |                  |                  |                  |  |
|  | Kofi Kingston                       | Kofi Kingston                       | Schienamento                        |               | Gunther        | Gunther                              | Sottomissione                        |                                      |  |  |                                |                                |                                |  |  |                  |                  |                  |  |
|  |                                     |                                     |                                     |               |                |                                      |                                      |                                      |  |  |                                |                                |                                |  |  |                  |                  |                  |  |
|  |                                     |                                     | Jey Uso                             | Jey Uso       | 17:40          |                                      |                                      |                                      |  |  |                                |                                |                                |  |  |                  |                  |                  |  |
|  | Il'ja Dragunov                      | Il'ja Dragunov                      | Jey Uso                             | Jey Uso       | 17:40          | Schienamento                         |                                      |                                      |  |  |                                |                                |                                |  |  |                  |                  |                  |  |
|  | Il'ja Dragunov                      | Il'ja Dragunov                      |                                     |               |                |                                      |                                      |                                      |  |  |                                |                                |                                |  |  |                  |                  |                  |  |
|  | Ricochet                            | Ricochet                            | 14:00                               |               |                |                                      |                                      |                                      |  |  |                                |                                |                                |  |  |                  |                  |                  |  |
|  | Ricochet                            | Ricochet                            | 14:00                               |               | Il'ja Dragunov | Il'ja Dragunov                       | 13:15                                |                                      |  |  |                                |                                |                                |  |  |                  |                  |                  |  |
|  |                                     |                                     |                                     |               | Il'ja Dragunov | Il'ja Dragunov                       | 13:15                                |                                      |  |  |                                |                                |                                |  |  |                  |                  |                  |  |
|  |                                     |                                     | Jey Uso                             | Jey Uso       | Schienamento   |                                      |                                      |                                      |  |  |                                |                                |                                |  |  |                  |                  |                  |  |
|  | Finn Bálor                          | Finn Bálor                          | Jey Uso                             | Jey Uso       | Schienamento   | 13:35                                |                                      |                                      |  |  |                                |                                |                                |  |  |                  |                  |                  |  |
|  | Finn Bálor                          | Finn Bálor                          |                                     |               |                |                                      |                                      |                                      |  |  |                                |                                |                                |  |  |                  |                  |                  |  |
|  | Jey Uso                             | Jey Uso                             | Schienamento                        |               |                |                                      |                                      |                                      |  |  |                                |                                |                                |  |  |                  |                  |                  |  |
|  | Jey Uso                             | Jey Uso                             | Schienamento                        |               | Gunther        | Gunther                              | Schienamento                         |                                      |  |  |                                |                                |                                |  |  |                  |                  |                  |  |
|  |                                     |                                     |                                     |               |                |                                      |                                      |                                      |  |  |                                |                                |                                |  |  |                  |                  |                  |  |
|  |                                     |                                     | Randy Orton                         | Randy Orton   | 21:50          |                                      |                                      |                                      |  |  |                                |                                |                                |  |  |                  |                  |                  |  |
|  | Tama Tonga                          | Tama Tonga                          | Randy Orton                         | Randy Orton   | 21:50          | Schienamento                         |                                      |                                      |  |  |                                |                                |                                |  |  |                  |                  |                  |  |
|  | Tama Tonga                          | Tama Tonga                          |                                     |               |                |                                      |                                      |                                      |  |  |                                |                                |                                |  |  |                  |                  |                  |  |
|  | Angelo Dawkins                      | Angelo Dawkins                      | 2:28                                |               |                |                                      |                                      |                                      |  |  |                                |                                |                                |  |  |                  |                  |                  |  |
|  | Angelo Dawkins                      | Angelo Dawkins                      | 2:28                                |               | Tama Tonga     | Tama Tonga                           | Schienamento                         |                                      |  |  |                                |                                |                                |  |  |                  |                  |                  |  |
|  |                                     |                                     |                                     |               | Tama Tonga     | Tama Tonga                           | Schienamento                         |                                      |  |  |                                |                                |                                |  |  |                  |                  |                  |  |
|  |                                     |                                     | LA Knight                           | LA Knight     | 8:45           |                                      |                                      |                                      |  |  |                                |                                |                                |  |  |                  |                  |                  |  |
|  | Santos Escobar                      | Santos Escobar                      | LA Knight                           | LA Knight     | 8:45           | 8:30                                 |                                      |                                      |  |  |                                |                                |                                |  |  |                  |                  |                  |  |
|  | Santos Escobar                      | Santos Escobar                      |                                     |               |                |                                      |                                      |                                      |  |  |                                |                                |                                |  |  |                  |                  |                  |  |
|  | LA Knight                           | LA Knight                           | Schienamento                        |               |                |                                      |                                      |                                      |  |  |                                |                                |                                |  |  |                  |                  |                  |  |
|  | LA Knight                           | LA Knight                           | Schienamento                        |               | Tama Tonga     | Tama Tonga                           | 14:00                                |                                      |  |  |                                |                                |                                |  |  |                  |                  |                  |  |
|  |                                     |                                     |                                     |               |                |                                      |                                      |                                      |  |  |                                |                                |                                |  |  |                  |                  |                  |  |
|  |                                     |                                     | Randy Orton                         | Randy Orton   | Schienamento   |                                      |                                      |                                      |  |  |                                |                                |                                |  |  |                  |                  |                  |  |
|  | Carmelo Hayes                       | Carmelo Hayes                       | Randy Orton                         | Randy Orton   | Schienamento   | Schienamento                         |                                      |                                      |  |  |                                |                                |                                |  |  |                  |                  |                  |  |
|  | Carmelo Hayes                       | Carmelo Hayes                       |                                     |               |                |                                      |                                      |                                      |  |  |                                |                                |                                |  |  |                  |                  |                  |  |
|  | Baron Corbin                        | Baron Corbin                        | 6:20                                |               |                |                                      |                                      |                                      |  |  |                                |                                |                                |  |  |                  |                  |                  |  |
|  | Baron Corbin                        | Baron Corbin                        | 6:20                                |               | Carmelo Hayes  | Carmelo Hayes                        | 10:40                                |                                      |  |  |                                |                                |                                |  |  |                  |                  |                  |  |
|  |                                     |                                     |                                     |               | Carmelo Hayes  | Carmelo Hayes                        | 10:40                                |                                      |  |  |                                |                                |                                |  |  |                  |                  |                  |  |
|  |                                     |                                     | Randy Orton                         | Randy Orton   | Schienamento   |                                      |                                      |                                      |  |  |                                |                                |                                |  |  |                  |                  |                  |  |
|  | AJ Styles                           | AJ Styles                           | Randy Orton                         | Randy Orton   | Schienamento   | 17:15                                |                                      |                                      |  |  |                                |                                |                                |  |  |                  |                  |                  |  |
|  | AJ Styles                           | AJ Styles                           |                                     |               |                |                                      |                                      |                                      |  |  |                                |                                |                                |  |  |                  |                  |                  |  |
|  | Randy Orton                         | Randy Orton                         | Schienamento                        |               |                |                                      |                                      |                                      |  |  |                                |                                |                                |  |  |                  |                  |                  |  |

### Struttura del Queen of the Ring
|  | Ottavi di finale 6 maggio-12 maggio | Ottavi di finale 6 maggio-12 maggio | Ottavi di finale 6 maggio-12 maggio |                |                  | Quarti di finale 13 maggio-17 maggio | Quarti di finale 13 maggio-17 maggio | Quarti di finale 13 maggio-17 maggio |  |  | Semifinali 20 maggio-24 maggio | Semifinali 20 maggio-24 maggio | Semifinali 20 maggio-24 maggio |  |  | Finale 25 maggio | Finale 25 maggio | Finale 25 maggio |  |
|  |                                     |                                     |                                     |                |                  |                                      |                                      |                                      |  |  |                                |                                |                                |  |  |                  |                  |                  |  |
|  | Nia Jax                             | Nia Jax                             | Schienamento                        |                |                  |                                      |                                      |                                      |  |  |                                |                                |                                |  |  |                  |                  |                  |  |
|  | Nia Jax                             | Nia Jax                             | Schienamento                        |                |                  |                                      |                                      |                                      |  |  |                                |                                |                                |  |  |                  |                  |                  |  |
|  | Naomi                               | Naomi                               | 8:20                                |                |                  |                                      |                                      |                                      |  |  |                                |                                |                                |  |  |                  |                  |                  |  |
|  | Naomi                               | Naomi                               | 8:20                                |                | Nia Jax          | Nia Jax                              | Squalifica                           |                                      |  |  |                                |                                |                                |  |  |                  |                  |                  |  |
|  |                                     |                                     |                                     |                | Nia Jax          | Nia Jax                              | Squalifica                           |                                      |  |  |                                |                                |                                |  |  |                  |                  |                  |  |
|  |                                     |                                     | Jade Cargill                        | Jade Cargill   | 2:40             |                                      |                                      |                                      |  |  |                                |                                |                                |  |  |                  |                  |                  |  |
|  | Piper Niven                         | Piper Niven                         | Jade Cargill                        | Jade Cargill   | 2:40             | 5:25                                 |                                      |                                      |  |  |                                |                                |                                |  |  |                  |                  |                  |  |
|  | Piper Niven                         | Piper Niven                         |                                     |                |                  |                                      |                                      |                                      |  |  |                                |                                |                                |  |  |                  |                  |                  |  |
|  | Jade Cargill                        | Jade Cargill                        | Schienamento                        |                |                  |                                      |                                      |                                      |  |  |                                |                                |                                |  |  |                  |                  |                  |  |
|  | Jade Cargill                        | Jade Cargill                        | Schienamento                        |                | Nia Jax          | Nia Jax                              | Schienamento                         |                                      |  |  |                                |                                |                                |  |  |                  |                  |                  |  |
|  |                                     |                                     |                                     |                |                  |                                      |                                      |                                      |  |  |                                |                                |                                |  |  |                  |                  |                  |  |
|  |                                     |                                     | Bianca Belair                       | Bianca Belair  | 11:40            |                                      |                                      |                                      |  |  |                                |                                |                                |  |  |                  |                  |                  |  |
|  | Tiffany Stratton                    | Tiffany Stratton                    | Bianca Belair                       | Bianca Belair  | 11:40            | Schienamento                         |                                      |                                      |  |  |                                |                                |                                |  |  |                  |                  |                  |  |
|  | Tiffany Stratton                    | Tiffany Stratton                    |                                     |                |                  |                                      |                                      |                                      |  |  |                                |                                |                                |  |  |                  |                  |                  |  |
|  | Mia Yim                             | Mia Yim                             | 7:25                                |                |                  |                                      |                                      |                                      |  |  |                                |                                |                                |  |  |                  |                  |                  |  |
|  | Mia Yim                             | Mia Yim                             | 7:25                                |                | Tiffany Stratton | Tiffany Stratton                     | 13:30                                |                                      |  |  |                                |                                |                                |  |  |                  |                  |                  |  |
|  |                                     |                                     |                                     |                | Tiffany Stratton | Tiffany Stratton                     | 13:30                                |                                      |  |  |                                |                                |                                |  |  |                  |                  |                  |  |
|  |                                     |                                     | Bianca Belair                       | Bianca Belair  | Schienamento     |                                      |                                      |                                      |  |  |                                |                                |                                |  |  |                  |                  |                  |  |
|  | Candice LeRae                       | Candice LeRae                       | Bianca Belair                       | Bianca Belair  | Schienamento     | 2:50                                 |                                      |                                      |  |  |                                |                                |                                |  |  |                  |                  |                  |  |
|  | Candice LeRae                       | Candice LeRae                       |                                     |                |                  |                                      |                                      |                                      |  |  |                                |                                |                                |  |  |                  |                  |                  |  |
|  | Bianca Belair                       | Bianca Belair                       | Schienamento                        |                |                  |                                      |                                      |                                      |  |  |                                |                                |                                |  |  |                  |                  |                  |  |
|  | Bianca Belair                       | Bianca Belair                       | Schienamento                        |                | Nia Jax          | Nia Jax                              | Schienamento                         |                                      |  |  |                                |                                |                                |  |  |                  |                  |                  |  |
|  |                                     |                                     |                                     |                |                  |                                      |                                      |                                      |  |  |                                |                                |                                |  |  |                  |                  |                  |  |
|  |                                     |                                     | Lyra Valkyria                       | Lyra Valkyria  | 9:40             |                                      |                                      |                                      |  |  |                                |                                |                                |  |  |                  |                  |                  |  |
|  | Iyo Sky                             | Iyo Sky                             | Lyra Valkyria                       | Lyra Valkyria  | 9:40             | Schienamento                         |                                      |                                      |  |  |                                |                                |                                |  |  |                  |                  |                  |  |
|  | Iyo Sky                             | Iyo Sky                             |                                     |                |                  |                                      |                                      |                                      |  |  |                                |                                |                                |  |  |                  |                  |                  |  |
|  | Natalya                             | Natalya                             | 2:28                                |                |                  |                                      |                                      |                                      |  |  |                                |                                |                                |  |  |                  |                  |                  |  |
|  | Natalya                             | Natalya                             | 2:28                                |                | Iyo Sky          | Iyo Sky                              | Schienamento                         |                                      |  |  |                                |                                |                                |  |  |                  |                  |                  |  |
|  |                                     |                                     |                                     |                | Iyo Sky          | Iyo Sky                              | Schienamento                         |                                      |  |  |                                |                                |                                |  |  |                  |                  |                  |  |
|  |                                     |                                     | Shayna Baszler                      | Shayna Baszler | 10:00            |                                      |                                      |                                      |  |  |                                |                                |                                |  |  |                  |                  |                  |  |
|  | Maxxine Dupri                       | Maxxine Dupri                       | Shayna Baszler                      | Shayna Baszler | 10:00            | 8:30                                 |                                      |                                      |  |  |                                |                                |                                |  |  |                  |                  |                  |  |
|  | Maxxine Dupri                       | Maxxine Dupri                       |                                     |                |                  |                                      |                                      |                                      |  |  |                                |                                |                                |  |  |                  |                  |                  |  |
|  | Shayna Baszler                      | Shayna Baszler                      | Schienamento                        |                |                  |                                      |                                      |                                      |  |  |                                |                                |                                |  |  |                  |                  |                  |  |
|  | Shayna Baszler                      | Shayna Baszler                      | Schienamento                        |                | Iyo Sky          | Iyo Sky                              | 19:15                                |                                      |  |  |                                |                                |                                |  |  |                  |                  |                  |  |
|  |                                     |                                     |                                     |                |                  |                                      |                                      |                                      |  |  |                                |                                |                                |  |  |                  |                  |                  |  |
|  |                                     |                                     | Lyra Valkyria                       | Lyra Valkyria  | Schienamento     |                                      |                                      |                                      |  |  |                                |                                |                                |  |  |                  |                  |                  |  |
|  | Zoey Stark                          | Zoey Stark                          | Lyra Valkyria                       | Lyra Valkyria  | Schienamento     | Schienamento                         |                                      |                                      |  |  |                                |                                |                                |  |  |                  |                  |                  |  |
|  | Zoey Stark                          | Zoey Stark                          |                                     |                |                  |                                      |                                      |                                      |  |  |                                |                                |                                |  |  |                  |                  |                  |  |
|  | Ivy Nile                            | Ivy Nile                            | 6:20                                |                |                  |                                      |                                      |                                      |  |  |                                |                                |                                |  |  |                  |                  |                  |  |
|  | Ivy Nile                            | Ivy Nile                            | 6:20                                |                | Zoey Stark       | Zoey Stark                           | 9:00                                 |                                      |  |  |                                |                                |                                |  |  |                  |                  |                  |  |
|  |                                     |                                     |                                     |                | Zoey Stark       | Zoey Stark                           | 9:00                                 |                                      |  |  |                                |                                |                                |  |  |                  |                  |                  |  |
|  |                                     |                                     | Lyra Valkyria                       | Lyra Valkyria  | Schienamento     |                                      |                                      |                                      |  |  |                                |                                |                                |  |  |                  |                  |                  |  |
|  | Dakota Kai                          | Dakota Kai                          | Lyra Valkyria                       | Lyra Valkyria  | Schienamento     | 17:15                                |                                      |                                      |  |  |                                |                                |                                |  |  |                  |                  |                  |  |
|  | Dakota Kai                          | Dakota Kai                          |                                     |                |                  |                                      |                                      |                                      |  |  |                                |                                |                                |  |  |                  |                  |                  |  |
|  | Lyra Valkyria                       | Lyra Valkyria                       | Schienamento                        |                |                  |                                      |                                      |                                      |  |  |                                |                                |                                |  |  |                  |                  |                  |  |